# Cimitirul evreiesc din Chișinău
Cimitirul evreiesc este unul din cele mai vechi cimitire din Chișinău, Republica Moldova. Este un monument istoric și artă de categorie națională amplasat pe strada Milano, în sectorul Buiucani. Funcționează din anul 1887, cu toate că primele morminte sunt atestate de la începutul secolului al XIX-lea, iar alte surse îi atribuie o vârstă de la 200 până la aproape 300 de ani.
Cel de-al doilea război mondial a adus deteriorări considerabile în partea de est a cimitirului. În 1958, teritoriul a fost divizat în două părți, una dintre care a fost ulterior transformată de autorități într-o piață agricolă. Către 1960, partea de est a cimitirului a fost demolată, iar pietrele de morminte au fost zdrobite și apoi folosite la construcția gardului pentru partea de vest, dar și pentru alte cimitire din Chișinău, precum și pentru pavarea aleilor din actualul parc „Alunelul”, învecinat cu cimitirul. Pe teritoriul cândva ocupat de cimitir au mai fost amenajate terenuri de tenis și blocuri locative.
Diferite surse expun diferit dimensiunile părții conservate a cimitirului. Aceasta s-ar întinde pe o suprafață de 11, 12 sau 15 hectare și ar avea în jur de 24 mii sau peste 40 mii de morminte. În cimitir se află un monument consacrat victimelor căzute în Pogromul de la Chișinău, lângă care se află mormântul rabinului Leib Yehuda Tsirelson, cel mai de seamă rabin al Basarabiei pe parcursul a mai multor decenii. Tot aici este amplasată o sinagogă funebră, unica în Moldova, acum ruinată. În cimitir se găsesc o mulțime de morminte și monumente vechi de peste un secol. La mormântul unui aviator este instalat un monument cu o elice, care se rotește și în prezent.
Starea curentă a cimitirului este dezastruoasă. Agenției de Inspectare și Restaurare a Monumentelor a evaluat cimitirul ca fiind într-o stare avansată de degradare. Toate mormintele sunt lăsate la voia sorții, cu excepția celor pentru care se plătește anual o anumită sumă. De îngrijirea teritoriului se ocupă comunitatea evreilor din oraș și, formal, primăria. Regulat, aici se petrec acțiuni de salubrizare organizate de voluntari. În cimitir sunt organizate excursii turistice. Ocazional, mormintele sunt vandalizate de grupuri de neonaziști locali.
Înmormântări în cimitir se petrec și în ziua de azi; doar în perioada 1978–1993 acestea erau interzise. În 1993, în parcul „Alunelul” a fost instalat un memorial care consemnează Pogromul din 1903. În anul 2015, la 70 de ani de la eliberarea lagărului de concentrare Auschwitz, Primăria Chișinău a anunțat că cimitirul ar putea fi restaurat.
Cimitirul evreiesc este un monument istoric și de artă de importanță națională inclus în Registrul monumentelor Republicii Moldova ocrotite de stat cu nr. 189 (municipiul Chișinău). Începând cu mai 2025, denumirea sub care se găsește în Registru este „Cimitir cu complex de monumente, casa ritualului de înmormântare Băit Tahara; gheniza”

## Galerie de imagini

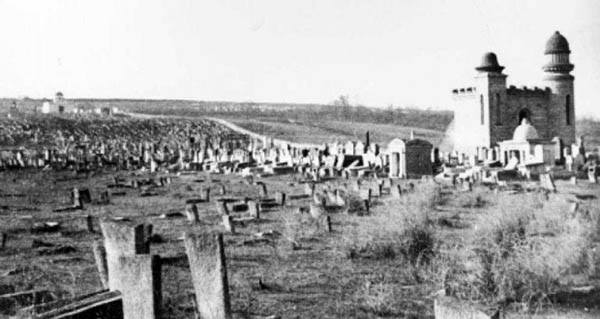
Imagine de epocă.
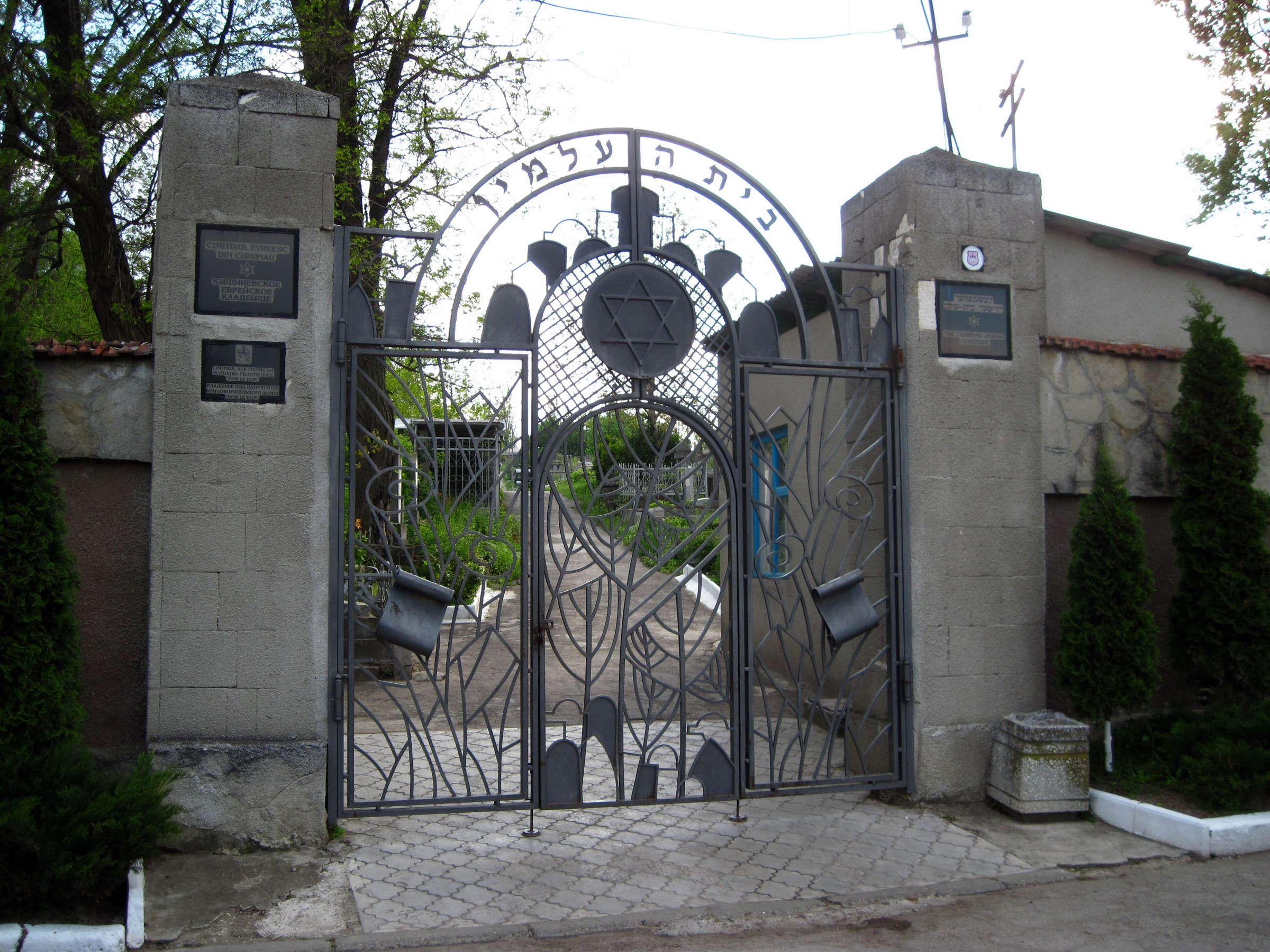
Una dintre intrări.
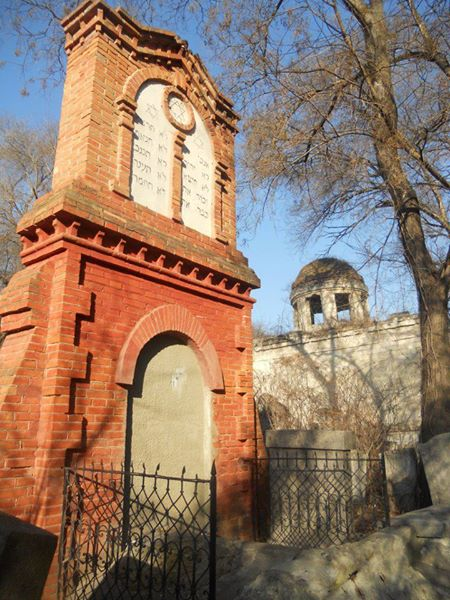
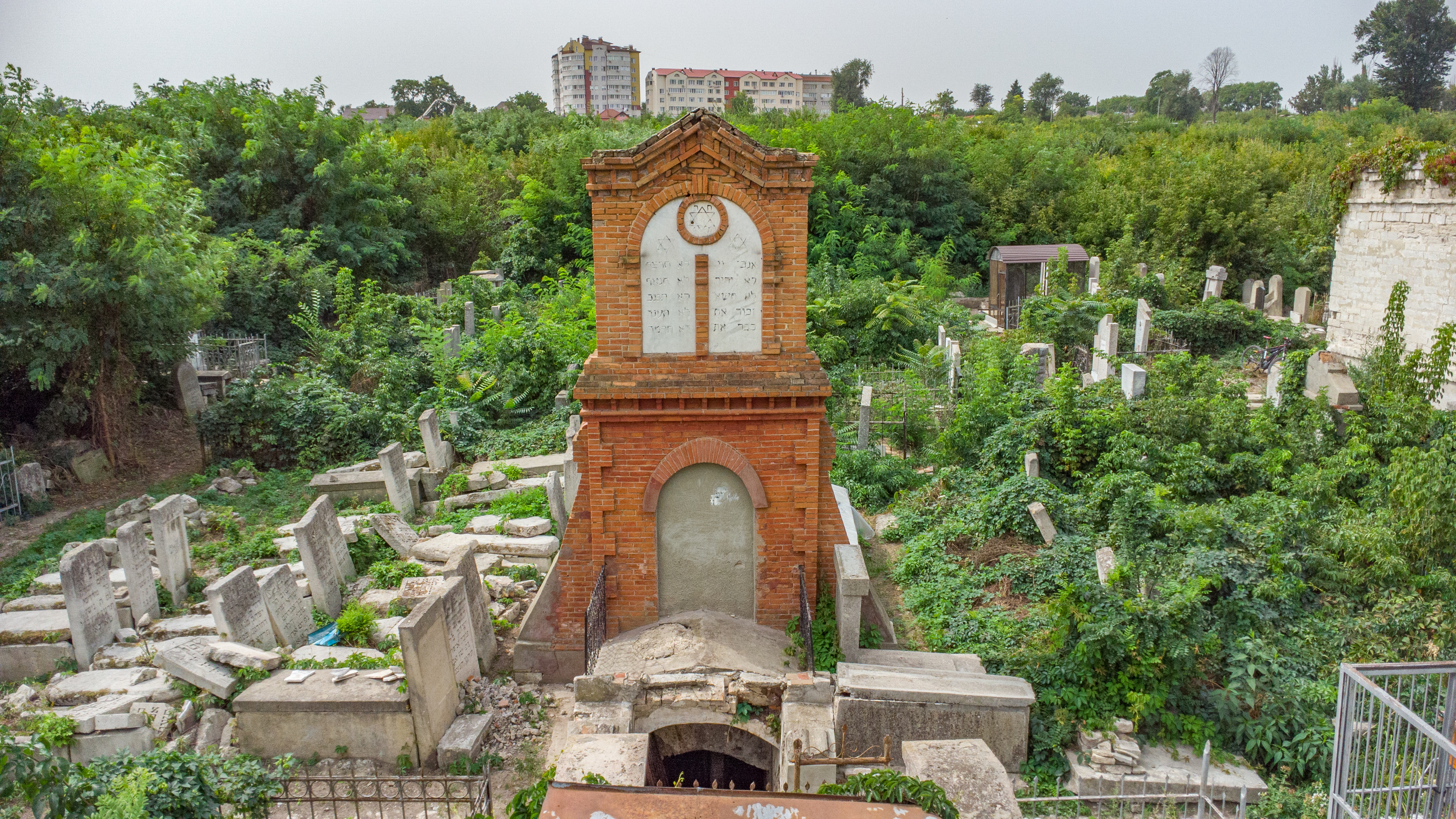
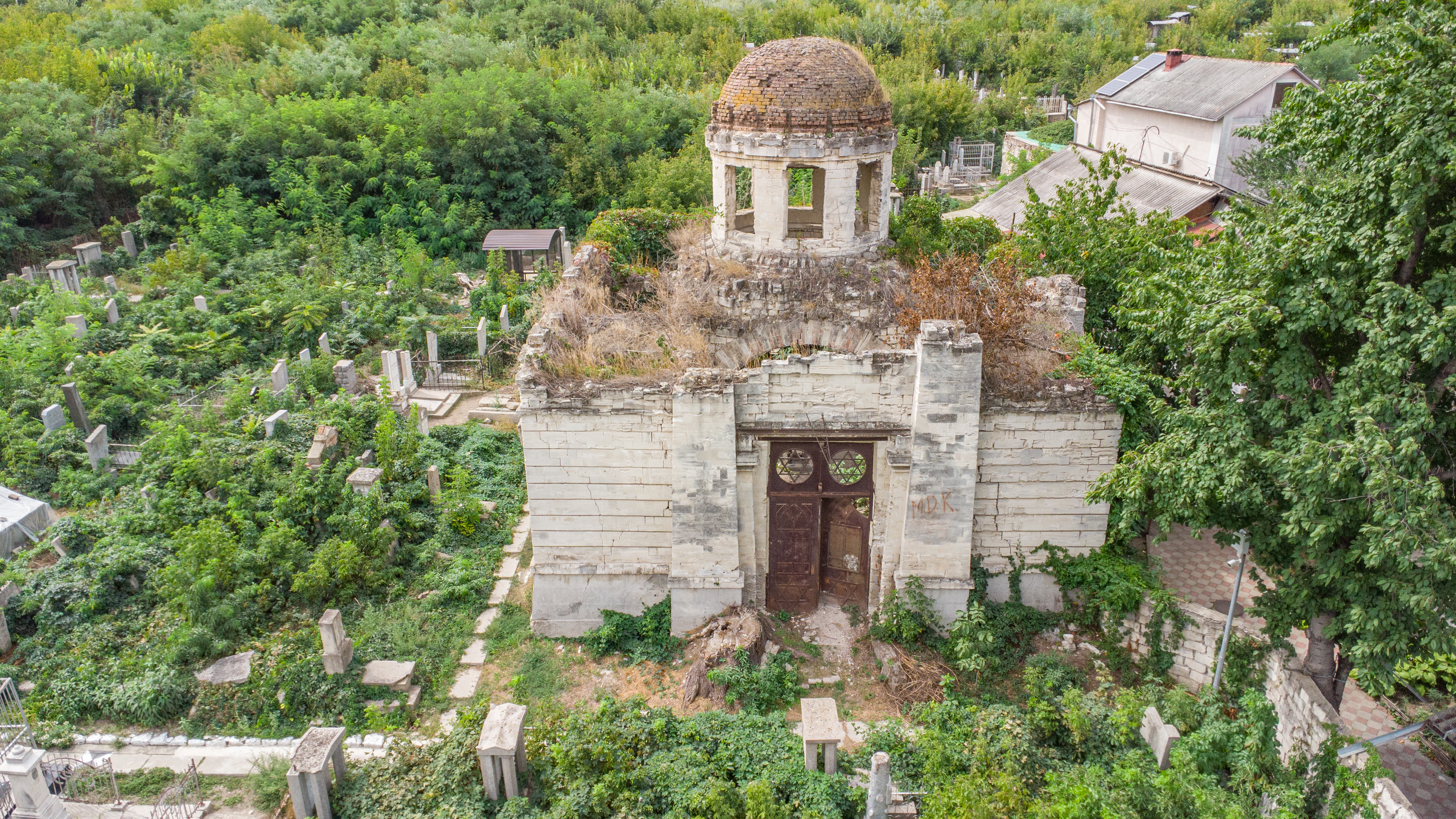
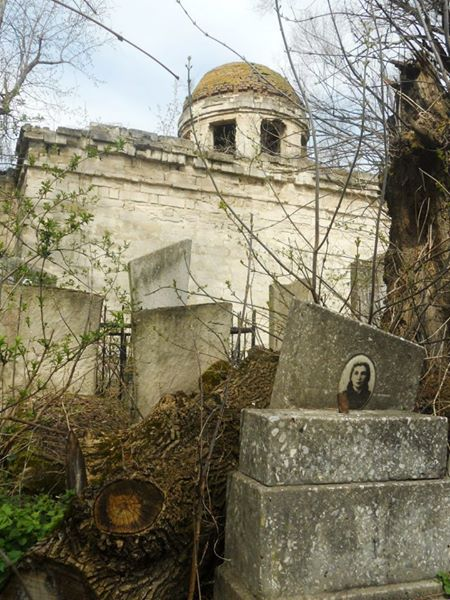
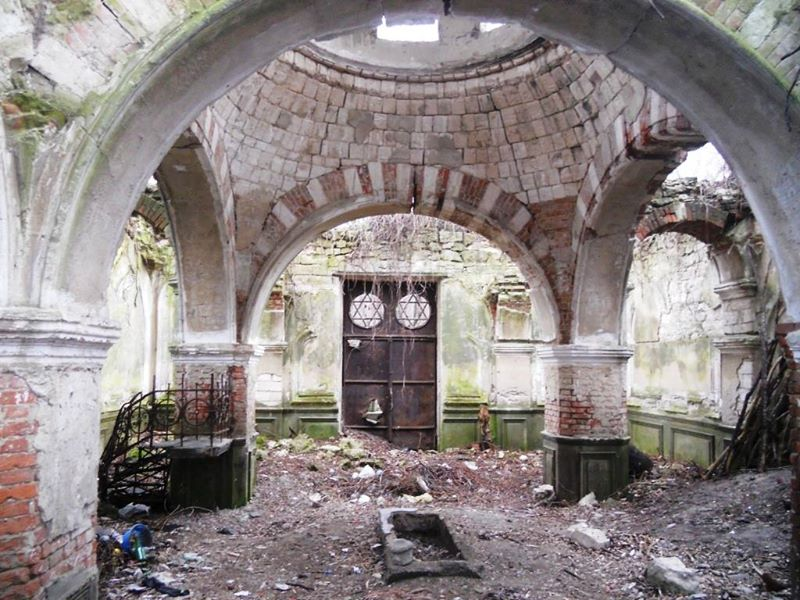
Interiorul capelei
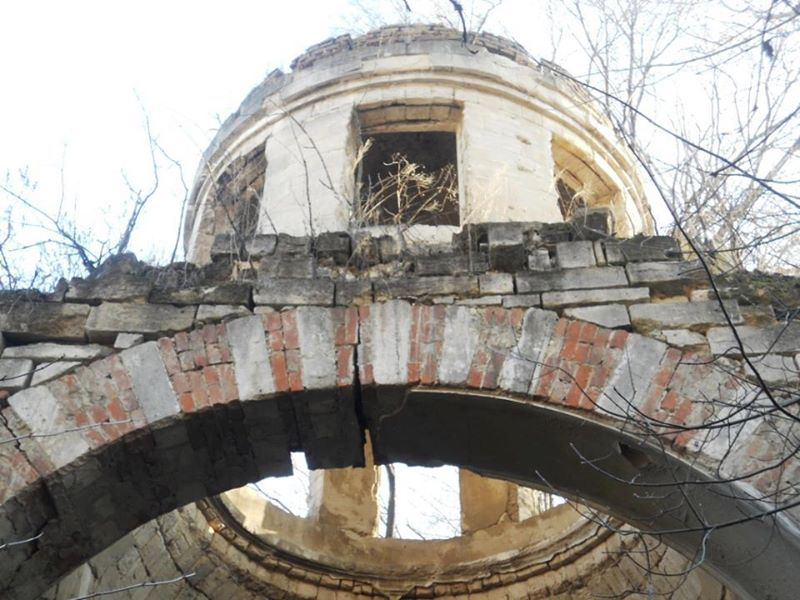
Acoperișul capelei
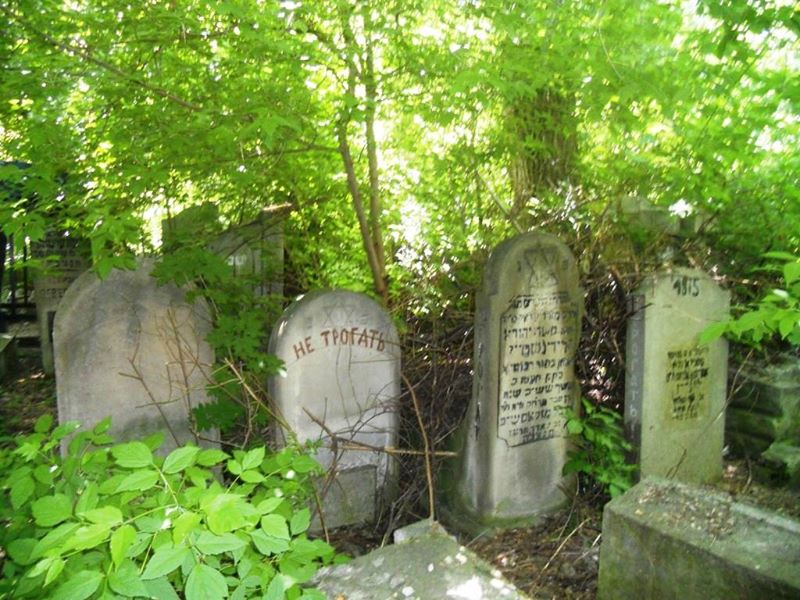
Pe una din pietrele funerare scrie în rusă „Nu atingeți!”
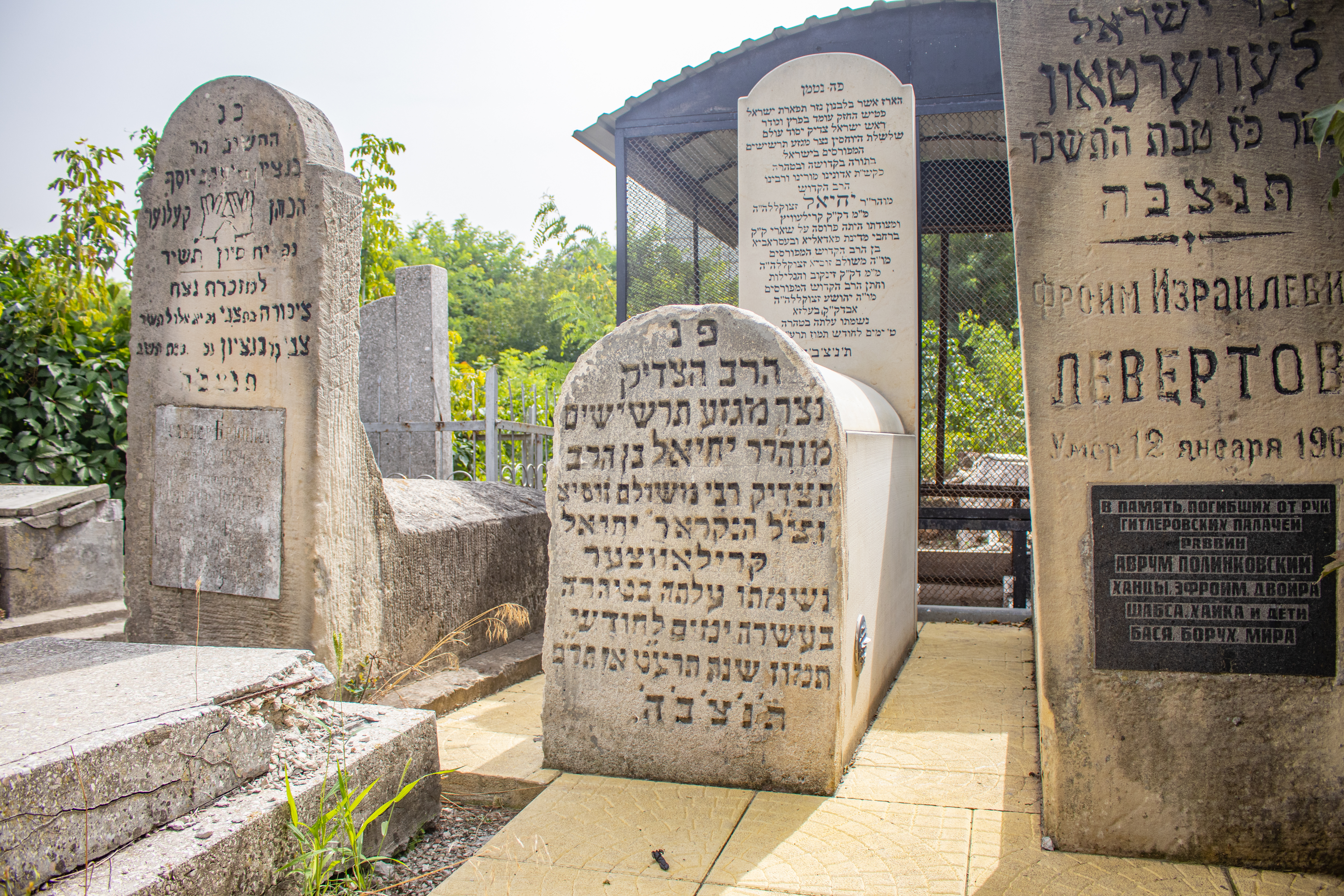
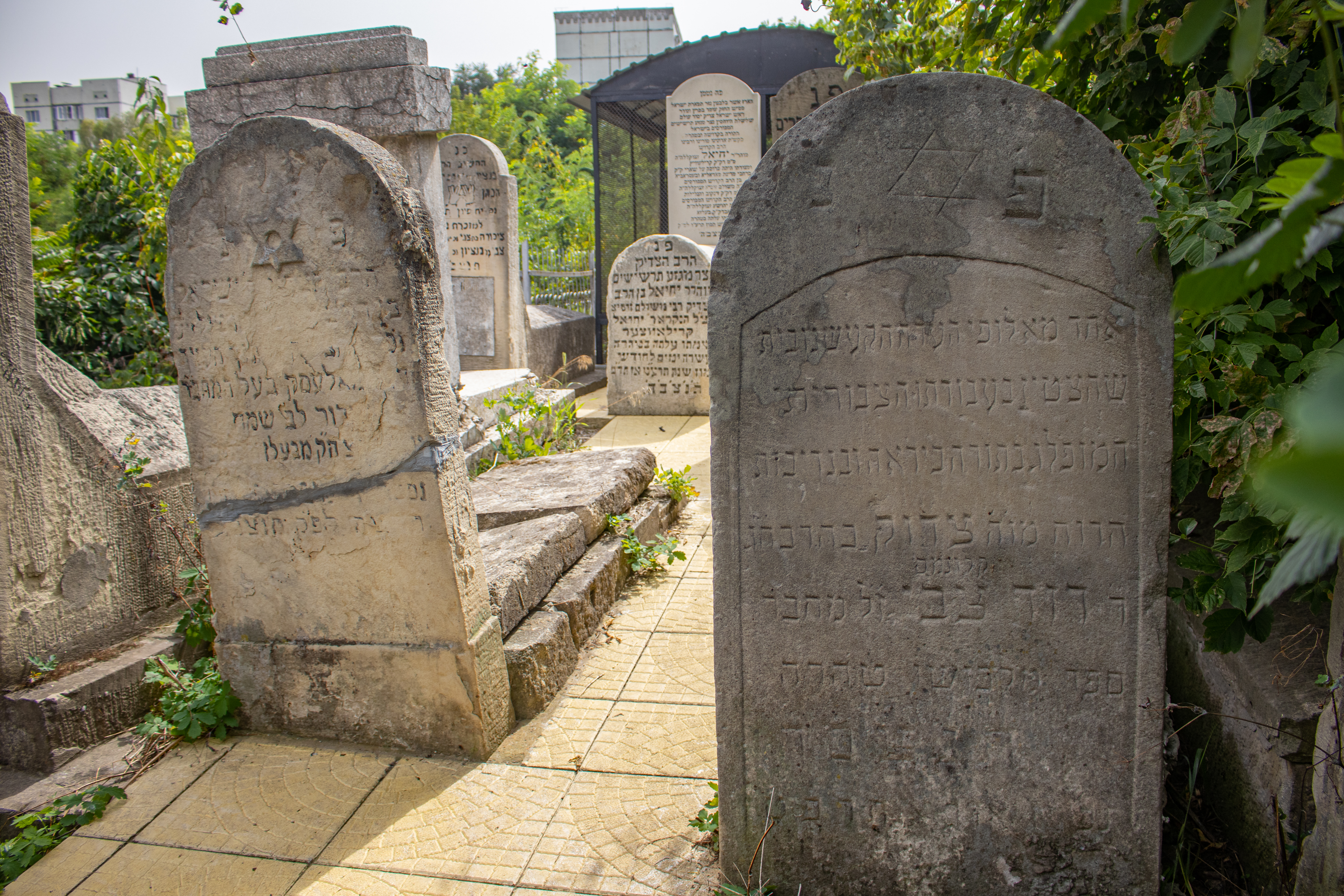
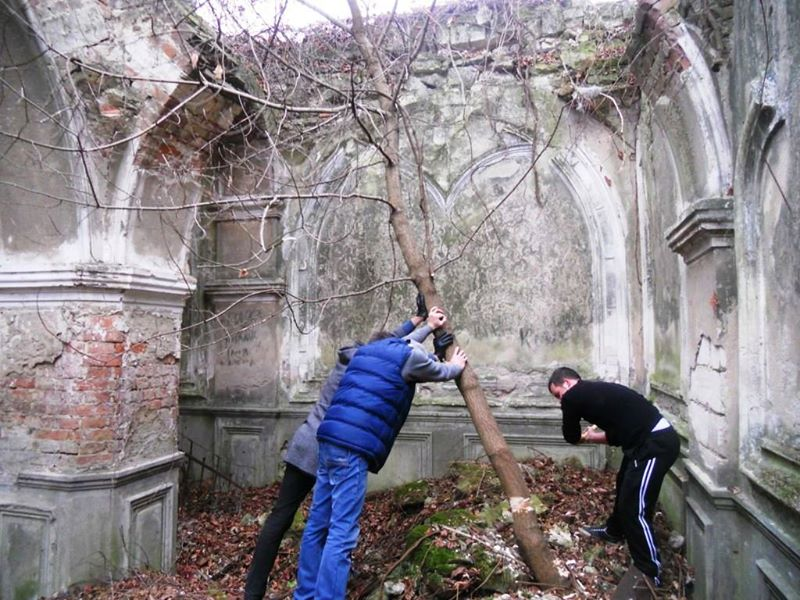
Acțiune de salubritate
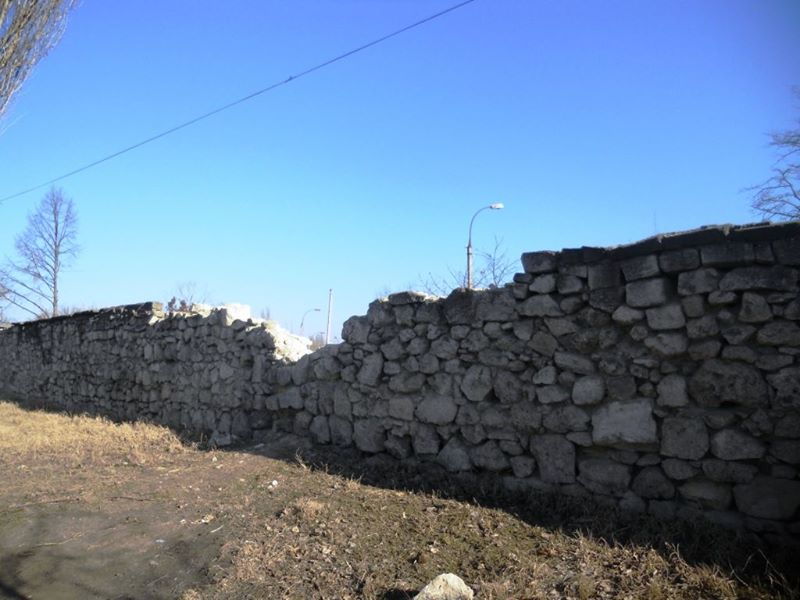
Gard împrejurul cimitirului
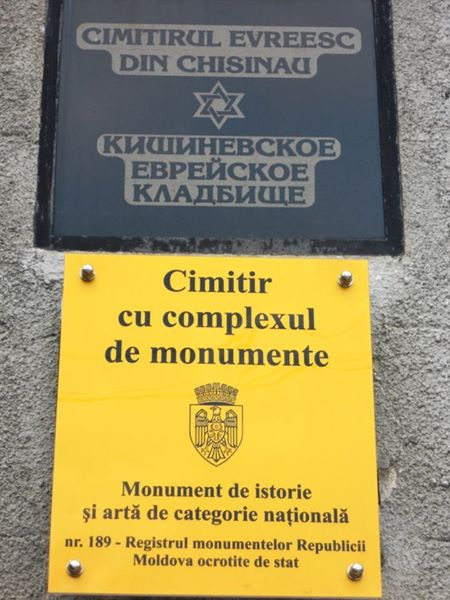
Plăci informative